# کارل اسپرینگر
کارل اسپرینگر (زاده ۱۰ نوامبر ۱۹۱۰ – درگذشته ۲ سپتامبر ۱۹۸۰) یک اسکیت باز سرعت آمریکایی بود. او در ماده ۵۰۰۰ متر مردان در المپیک زمستانی ۱۹۳۲ شرکت کرد . 